# نلسون ویواس
نلسون دیوید ویواس (اسپانیایی: Nelson David Vivas‎؛ زادهٔ ۱۸ اکتبر ۱۹۶۹) یک بازیکن فوتبال و سرمربی اهل آرژانتین است.
از باشگاه‌هایی که در آن بازی کرده‌است می‌توان به بوکا جونیورز، آرسنال، ریور پلاته، سلتاویگو، و اینتر میلان اشاره کرد.
وی همچنین در تیم ملی فوتبال آرژانتین بازی کرده است.